# Perszokostiantyniwka
Perszokostiantyniwka (ukr. Першокостянтинівка) – wieś na Ukrainie, w obwodzie chersońskim, w rejonie kachowskim, w hromadzie Czapłynka. W 2001 liczyła 1424 mieszkańców, wśród których 1335 wskazało jako ojczysty język ukraiński, 87 rosyjski, 1 mołdawski, a 1 inny.